# Tim Staubli
Tim Elia Staubli (* 16. April 2000 in Buchs SG) ist ein Schweizer Fussballspieler.

## Karriere

### Vereine
Staubli begann seine Laufbahn beim FC Buchs und beim FC Grabs, bevor er 2014 in die Jugend des FC St. Gallen wechselte. Zur Saison 2017/18 wurde er in das Kader der zweiten Mannschaft befördert. Er avancierte zum Stammspieler und kam bis Saisonende zu 20 Einsätzen in der viertklassigen 1. Liga, wobei er drei Tore erzielte. 2018/19 spielte er 24-mal in der vierthöchsten Schweizer Spielklasse und schoss dabei zehn Tore. Im Mai 2019 unterschrieb er einen Profivertrag beim FC St. Gallen. In der folgenden Spielzeit 2019/20 absolvierte er 11 Ligapartien für die Reserve des FCSG, in denen er viermal traf. Zudem gab er am 8. Dezember 2019, dem 17. Spieltag, beim 4:1 gegen den FC Thun sein Debüt für die erste Mannschaft in der erstklassigen Super League, als er in der 80. Minute für Betim Fazliji eingewechselt wurde. Bis zum Ende der Saison bestritt er 13 Spiele in der höchsten Schweizer Liga. 2020/21 kam er zu 30 Partien in der Super League, wobei er ein Tor erzielte. Ausserdem spielte er einmal im Schweizer Cup. St. Gallen verlor schlussendlich im Final gegen den Ligakonkurrenten FC Luzern. 2022 wechselte er zum FC Wil.

### Nationalmannschaften
Staubli spielte zwischen 2014 und 2017 insgesamt zwölfmal für Schweizer U-Nationalmannschaften, wobei er zwei Tore schoss.